# Phalonidia melletes
Phalonidia melletes es una especie de polilla del género Phalonidia, categorizada en la tribu Cochylini, de la subfamilia Tortricinae.

## Distribución
Se distribuye por América del Sur: Brasil, en el Distrito Federal de Planaltina.

## Taxonomía
Fue descrita por Razowski & Becker en 1994 y publicada en SHILAP Revta. Lepid. 22: 23.